# Nopți albe în Seattle
Sleepless in Seattle (Nopți albe în Seattle)  este un film american, o comedie romantică din 1993 în regia lui Nora Ephron. În rolurile principale joacă  Tom Hanks și Meg Ryan.

## Acțiune
Arhitectul Sam Baldwin se mută din Chicago în Seattle pentru a uita de moartea soției sale. Băiețelul lui, un copil precoce, caută diferite soluții uneori caraghioase pentru a-și scoate din impas tatăl. Problema lui Sam devine cunoscută printr-o emisiune de radio. Urmează o serie de coincidente nostime: băiețelul lui Sam îndepărtând din preajma tatălui său femeile pe care consideră ca fiind nepotrivite.

## Distribuție
- Tom Hanks: Sam Baldwin
- Meg Ryan: Annie Reed
- Bill Pullman: Walter
- Ross Malinger: Jonah Baldwin
- Barbara Garrick: Victoria
- Rosie O'Donnell: Becky
- Rob Reiner: Jay
- Rita Wilson: Suzy
- Victor Garber: Greg
- Tom Riis Farrell: Rob
- Carey Lowell: Maggie Baldwin
- Le Clanché du Rand: Barbara Reed
- Kevin O’Morrison: Cliff Reed
- David Hyde Pierce: Dennis Reed
- Caroline Aaron: Dr. Marcia Fieldstone

## Coloană sonoră
Inițial s-a planificat o coloană sonoră compusă de John Barry, dar când i s-a dat o listă cu 20 de cântece de creat, acesta a renunțat.
1. "As Time Goes By" de Jimmy Durante – 2:28
2. "A Kiss to Build a Dream On" de Louis Armstrong – 3:01
3. "Stardust" de Nat King Cole – 3:15
4. "Makin' Whoopee" de Dr. John cu Rickie Lee Jones – 4:09
5. "In the Wee Small Hours of the Morning" de Carly Simon – 3:16
6. "Back in the Saddle Again" de Gene Autry – 2:36
7. "Bye Bye Blackbird" de Joe Cocker – 3:30
8. "A Wink and a Smile" de Harry Connick, Jr. – 4:08
9. "Stand by Your Man" de Tammy Wynette – 2:41
10. "An Affair to Remember" de Marc Shaiman – 2:31
11. "Make Someone Happy" de Jimmy Durante – 1:52
12. "When I Fall in Love" de Celine Dion și Clive Griffin – 4:21

Sursa:

## Legături externe
- Sleepless in Seattle la Internet Movie Database
- Sleepless in Seattle la Allmovie
- Sleepless in Seattle la TCM Movie Database
- Sleepless in Seattle la Box Office Mojo
- Movie stills
- Sleepless in Seattle: The Musical Arhivat în 2 decembrie 2011, la Wayback Machine.
- http://www.cinemagia.ro/filme/sleepless-in-seattle-nopti-albe-in-seattle-2570/